# Paul Cézanne
Paul Cezanne o Cézanne/ Pau Cesana (Ais de Provença, 19 de gener de 1839 - 22 d'octubre de 1906) fou un pintor occità fonamental per entendre l'evolució de la pintura al segle XX i que representa l'enllaç entre l'impressionisme i el cubisme.

## Nom
Tot i que el nom de Cézanne s'ha escrit normalment amb accent agut, múltiples indicis apunten que cal escriure'l sense accent. Ni el pintor, ni el seu pare, ni la seva mare, ni la seva germana signaven amb aquesta tipografia, i la Societat Paul Cezanne respecta aquesta grafia. A més, els descendents del pintor també segueixen sense posar accent al seu cognom.
Per tant, cal escriure Paul Cezanne, però només ha estat habitual fer-ho a partir de l'Any Cezanne 2025. Depèn també de la localització. De fet, als documents d'estat civil i notarials del sud de França s'escriu "Paul Cezanne", mentre que als del nord, i particularment els de París, s'escriu "Paul Cézanne".
El cognom Cezanne deriva del llatí "Cesana", del llatí "Caesiana rura" (o "Caesiana villa", "domus", "turris", "colonia"). Per tant, podem suposar que l'origen del nom derivaria d'un adjectiu llatí obtingut aplicant el sufix -ianus, -iana al nom nobiliari romà Caesius, donant Caesiana. El topònim Cesana és molt comú a tota Itàlia (Cesana Torinese, que dóna fe de l'origen dauphinoise), fracció cesana de Varese Ligure, Cesana prop de Feltre, però també Cisano Bergamasco, etc.). En tots aquests casos, els topònims deriven de diverses possessions de famílies de la gens Caesia, molt nombroses i poderoses sobretot a l'època imperial.

## Vida i obra
Cézanne neix a Ais de Provença. De 1859 a 1861 estudia Dret, mentre continua rebent lliçons de dibuix. Malgrat les objeccions del pare, decideix llançar-se a una carrera artística, i el 1861 se'n va a París amb l'amic Émile Zola. A París, hi coneix Camille Pissarro i altres impressionistes. A poc a poc, el pare va acceptant el seu estil de vida i l'ajuda econòmicament.
Cézanne comença amb la pintura lleugera i airosa dels impressionistes, i a poc a poc la va solidificant i fent més arquitectònica. En les seves pròpies paraules: "Vull fer de l'Impressionisme quelcom sòlid i durador, com l'art als museus." Qualsevol cosa percebuda l'ordena estructuralment en formes simples i plans cromàtics, per crear una imatge més comunicativa de la matèria estudiada. El seu essencialisme geomètric de les formes influirà particularment en el cubisme.

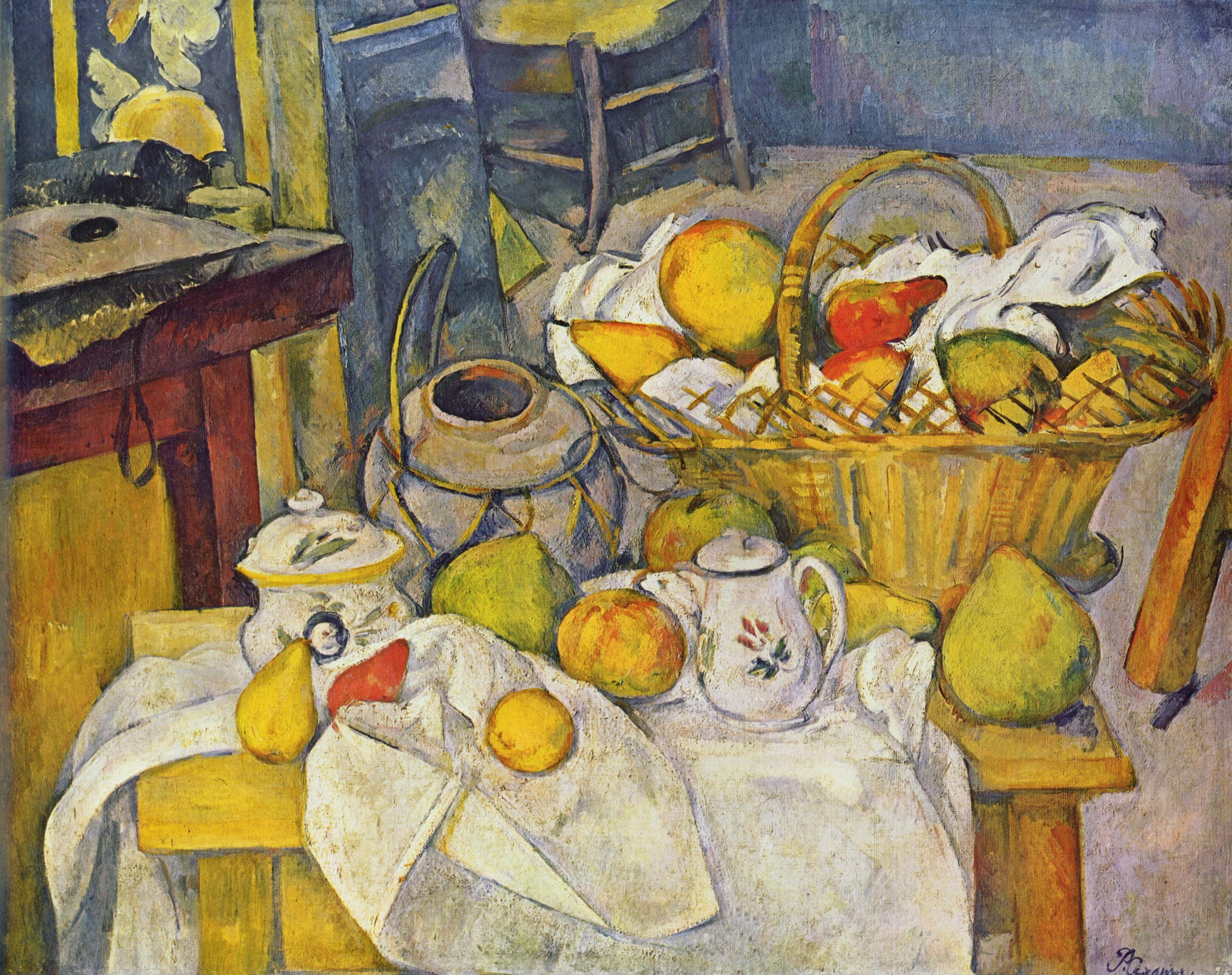
Natura morta amb cistell de fruita (1888-90) Barnes Foundation, Merion, Pennsylvania. Oli sobre tela.

Les seves pintures són a la primera exhibició del Salon des Refusés, el 1863, que exposa obres no acceptades pel jurat de l'oficial Paris Salon. El Paris Salon refusarà les obres de Cézanne cada any des de 1864 fins a 1869.
Durant la seva vida no exposa gaire. Treballa en un aïllament artístic creixent, al sud de França, lluny de París. Es concentra en uns quants àmbits: natures mortes, estudis de banyadors i, especialment, la muntanya Sainte-Victoire, de la qual pinta innombrables vistes.
Per als modernistes de principis del segle xx, Cézanne és el fundador de la pintura moderna. Henri Matisse l'anomena "el pare de tots nosaltres".
Cézanne i Zola tenen desacords, i ja no es reconciliaran, a causa de la descripció ficcionada de Cézanne que Zola fa a la novel·la L'Oeuvre (L'Obra, 1886).
El 1906, Cézanne es desmaia mentre pinta a l'aire lliure durant una tempesta. Una setmana més tard, el 22 d'octubre, mor de pneumònia.
El 10 de maig de 1999, la pintura de Cézanne Rideau, cruchon et compotier s'arriba a vendre per 60,5 milions de dòlars, llavors el quart preu més alt mai pagat per cap pintura.
A París s'inscriu a l'Acadèmia Suïssa (Académie Suisse), una acadèmia privada on treballava amb models al natural, on no hi havia exàmens ni lliçons, per preparar l'examen d'ingrés a l'École des Beaux-Arts. Al Museu del Louvre, hi descobreix l'obra de Caravaggio i Velázquez, cosa que marca profundament la seva evolució artística. En no ser-li acceptada l'entrada a l'École des Beaux-Arts, se'n torna a Aix i accepta una ocupació al banc del pare. El 1862, però, decideix tornar a París per consagrar-se definitivament a la pintura, ajudat per una pensió de 125 francs que li comença a passar el pare. Reprèn l'amistat amb Zola i continua els estudis a l'Acadèmia Suïssa, on coneix Guillaumin i Camille Pissarro, pintor més gran que ell, tot i que poc reconegut, que viu amb la seva nombrosa família en una zona rural als afores de París. Cézanne se sent immediatament atret pels elements més radicals del món artístic parisenc. Admira sobretot el pintor romàntic Eugène Delacroix i, entre els més joves, Gustave Courbet i Édouard Manet, que exposen obres d'estil i temes xocants per als seus contemporanis. La polèmica entre l'art oficial i els nous pintors porta a la creació, el 1863, del Salon des Refusés, on es mostren obres no acceptades pel jurat oficial del Paris Salon. El Saló oficial, per la seva banda, li rebutja totes les obres que, de 1864 a 1869, hi presenta. El 1864 passa l'estiu a Ais de Provença, el mateix any en què se celebra una mostra de l'obra de Delacroix, cosa que li permet de conèixer-ne la pintura en profunditat. El 1869 és l'any en què coneix la model Marie-Hortense Fiquet. El 1870, el Saló li rebutja el seu "Retrat d'Achille Emperaire", en considerar-lo inacceptable perquè no respecta la perspectiva ni la correcció anatòmica, i el jutja «al límit del grotesc».
En esclatar la Guerra francoprussiana, el juliol de 1870, Cézanne i Hortense deixen París per anar a l'Estaca, a prop de Marsella, i eviten així l'allistament. El gener de 1871 és declarat pròfug, però la guerra s'acaba al febrer i la parella se'n torna a París a l'estiu. El gener de l'any següent tenen el primer fill, Paul, a París. Es traslladen llavors a Auvers-sur-Oise, on viuen a casa del doctor Gachet. La mare de Cézanne s'assabenta dels seus esdeveniments familiars, però no el pare, a qui no esmenten ni l'existència d'Hortense, per por de provocar la seva ira. A Auvers aprofundeix l'amistat amb Pissarro, que viu a Pontoise. Inicialment, és una relació de mestre a alumne, atès que Pissarro exerceix una influència formativa sobre ell, més jove. Durant molt de temps, Cézanne es descriu a si mateix com a alumne de Pissarro, s'hi refereix com a «Déu Pare», i en diu «tots nosaltres provenim de Pissarro». Sota la tutela de Pissarro, en el curt període comprès entre 1872 i 1873, Cézanne passa dels tons foscos als colors brillants, i comença a centrar-se en escenes de la vida rural. Al llarg de la dècada següent, les excursions per pintar paisatges tots dos junts, del natural, a Louveciennes i Pontoise, porten a una relació de treball col·laborativa entre iguals.
Després de deixar Hortense a la regió de Marsella, Cézanne es mou entre París i Provença. Gràcies a Pissarro, el 1873, a París, hi coneix l'«oncle» Tanguy. És un comerciant de material de pintura que accepta quadres en pagament del que ven als pintors. Cézanne, tot i semblar que té menys domini de la tècnica que els altres impressionistes, és acceptat en el grup. Exposa a la primera mostra impressionista, celebrada a l'estudi del fotògraf Nedar el 1874: "Una moderna Olimpia", "Paisatge d'Auvers-sur-Oise" i "La casa del penjat". Aquestes obres són objecte de burla, però la tercera s'arriba a vendre (ara és al Museu d'Orsay de París).
El 1875 crida l'atenció del col·leccionista Victor Chocquet, els encàrrecs del qual li proporcionen una mica d'alleujament financer. Passa l'estiu de 1876 a l'Estaca, cosa que li dona l'oportunitat de pintar dues marines. No intervé en la segona mostra impressionista, però sí en la tercera (1877), celebrada al carrer Pelletier, amb setze obres, entre aquarel·les, bodegons, paisatges, un quadre de banyistes i un retrat del col·leccionista Chocquet. L'èxit comercial dels impressionistes era ja prou limitat i, dins d'aquest grup, les obres de Cézanne tenen l'acollida més desfavorable. Les seves pintures provoquen hilaritat, indignació i sarcasme. El crític Louis Leroy, del retrat de Chocquet, en diu: «Aquest cap que sembla tan peculiar, amb el color d'una bota vella, impressionaria [una dona embarassada] i provocaria la febre groga en el fruit del seu ventre abans aquest no arribés a entrar al món.» Cézanne no tornarà a exposar amb el grup.

## Provença
Cézanne passa l'any 1878 al Migdia francès, amb Hortense i el fill. Al març, el pare descobreix l'assumpte d'Hortense i l'amenaça de partir peres amb ell financerament, però al setembre decideix d'apujar-li l'assignació a 400 francs. Els anys 1879-80 passa part de l'hivern a Melun, on aprofita per pintar el paisatge cobert de neu. Entre les obres mestres d'aquest període hi ha la "Vista del pont de Maincy". L'agost de 1880 se'n va a casa de Zola, a Médan, a la vora del Sena, on coneix Huysmans, i aprofita per pintar a l'aire lliure. El seu pare, a causa de la vida que porta, deixa d'enviar-li l'assignació. El maig de 1881 coneix Gauguin a la casa de Pissarro, a Pontoise, i l'octubre se'n torna a Ais, on el pare, Louis-Auguste, li fa fer un estudi a Jas de Bouffan. És a la planta superior, amb una gran finestra que permet l'entrada de la llum del nord, però interrompent la línia dels ràfecs, la qual cosa encara s'aprecia. La família Cézanne fixa definitivament la seva residència a l'Estaca, i a partir d'ara només en rares ocasions abandonarà Provença. El trasllat reflecteix una nova independència respecte als impressionistes, centrats a París, i la preferència del pintor pel sud, la seva terra natal.
A l'Estaca rep la visita de Renoir (1882), que queda impressionat amb la bellesa del paisatge. Aquest any és l'única vegada que pot exposar al Saló de París, gràcies a la intervenció de l'amic i artista Antoine Guillemet: "Retrat de Louis-Auguste Cézanne, pare de l'artista, llegint L'évènement", 1866 (National Gallery, Washington). El reconeixement que obté per part de la crítica oficial és escàs. Aquests dies deixa de treballar en estreta relació amb Pissarro. Els anys 1860 havia conegut el pintor Monticelli a Marsella, i entre 1878 i 1884 els dos artistes sovint surten a pintar paisatges junts, recorrent un cop durant un mes el camp d'Ais. El 1883 mor Manet, notícia que l'afecta. Al desembre s'havia reunit amb ell, a l'Estaca, juntament amb Monet i Renoir.
L'any 1886 és crucial: es casa amb Hortense i, a l'octubre, mor el pare. En l'herència que li deixa hi ha la finca familiar de Jas de Bouffan, que havia adquirit el 1859. Cézanne té 47 anys i per fi aconsegueix la independència econòmica, gràcies a la gran herència rebuda, però segueix mantenint l'aïllament social. És l'any de la seva ruptura amb Émile Zola, després que aquest el faci servir, en gran manera, com a model de l'artista fracassat i tràgic Claude Lantier d'una de les seves obres. Cézanne sent que la novel·la és indecorosa i una traïció per part del seu amic de la infantesa. Trenca, doncs, amb ell, i no es tornaran a veure.
El 1889 mostra "La casa del penjat" en l'Exposició Universal. L'any següent exposa a Brussel·les amb els XX, un grup de pintors molt actius. Tanmateix, el seu període idíl·lic a Jas de Bouffan és només temporal. Entre 1890 i l'any de la seva mort, se succeeixen tot d'esdeveniments pertorbadors que fan que cada cop s'aïlli més i es dediqui exclusivament a la pintura. Entre 1887 i 1893, només rep la visita d'uns pocs iniciats, com ara els marxants d'art J. Tanguy i Ambroise Vollard.
Els problemes comencen amb els inicis de la diabetis, el 1890, i es desestabilitza la seva personalitat fins al punt que les relacions amb els altres en tornen a quedar afectades. Viatja a Suïssa, amb Hortense i el fill, potser esperant de refer la relació amb ella. Cézanne, però, se'n torna a viure a Provença; i Hortense i Paul, el jove, a París. Les necessitats financeres obliguen Hortense a tornar a Provença, però hi viuen en habitatges separats. Cézanne se'n va a viure amb la mare i la germana.
El 1891 retorna al catolicisme. Tot i això, les imatges religioses seran escasses en la seva obra tardana. Cézanne sosté que «Per a jutjar l'art, agafo el meu quadre i el poso al costat d'un objecte obra de Déu, com un arbre o una flor. Si hi desentona, no és art».
El 1895 se celebra la seva primera exposició individual, organitzada per Vollard, amb 100 llenços. Aquest marxant promociona l'obra de Cézanne amb gran èxit els anys següents, i aconsegueix que en pugi la cotització.
El 1897 mor la mare, cosa que li permet de reconciliar-se amb la dona. Es ven Jas de Bouffan, i lloga un lloc a la Rue Boulegon, on es construeix un estudi. També lloga una habitació al Château Noir, prop d'Ais, on es fa un petit estudi. Passa una temporada a Le Tholonet, al vessant de la muntanya Sainte-Victoire, que converteix en objecte de la seva pintura, com la pedrera de Bibémus.
Les seves pintures són ben conegudes i buscades, i obté el respecte d'una nova generació de pintors. Malgrat el creixent reconeixement públic i l'èxit financer, Cézanne s'estima més treballar en l'aïllament artístic, pintant normalment a la Provença. El 1900 tres dels seus llenços són inclosos a l'Exposició Universal i tretze en una exposició organitzada per Paul Cassirer a Berlín, ocasió en què el poeta Rainer Maria Rilke veu la seva obra per primera vegada. El 1901 exposa al Saló dels Independents. Aquest mateix any, Maurice Denis presenta el seu Homenatge a Cézanne, quadre on es pot veure un grup d'artistes (Redon, Vuillard, Bonnard i Denis) al voltant d'un bodegó pintat per Cézanne que havia estat propietat de Gauguin.
La relació entre Cézanne i la seva dona continua sent tempestuosa. Necessita un lloc on estar tot sol. El 1901 compra una mica de terra al llarg del Chemin des Lauves («Camí dels Lauves»), una carretera aïllada al turó dels Lauves, i encarrega que li hi facin un estudi (l'atelier, actualment obert al públic, on encara es pot veure l'attrezzo de les seves obres, tal com les va deixar). Des d'allà és ben visible la muntanya Sainte-Victoire. Allà hi pintarà fins al moment de la mort. Mentrestant, el 1902, fa un esborrany de testament en què exclou l'esposa de l'herència i ho deixa tot al fill. Aparentment, la relació torna a estar trencada, i es dirà d'ella que ha arribat a cremar els records de la mare d'ell.
El 1903 culmina el reconeixement de la seva obra i apareix en diverses exposicions. Així, el Saló de Tardor exposa 33 llenços seus. També s'inclouen obres de Cézanne en la Secessió vienesa i en la de Berlín.
Émile Bernard, que ja el 1892 havia dedicat un article a Cézanne, el 1904 s'està treballant amb ell durant tot un mes. Aquest mateix any, el Saló de Tardor li dedica tota una sala, amb 30 quadres i dos dibuixos. El 1905 Vollard presenta les aquarel·les de Cézanne. És ja un pintor de prestigi. Se'n succeeixen exposicions retrospectives. Els últims anys de la seva vida molts pintors joves viatgen fins a Ais de Provença per veure'l treballar i demanar-li consell. No obstant això, tant el seu estil com les seves teories continuen essent misterioses i críptiques. Per a uns és un pintor primitiu, ingenu, i per a d'altres un complicat mestre en procediments tècnics.

## Mort de Cézanne
Un dia, mentre treballa en ple camp, es veu atrapat per una tempesta. Només després de dues hores de treballar sota el xàfec decideix de tornar a casa, però pel camí es desmaia. El porta a casa un conductor que passava per allà. La seva majordoma li frega braços i cames per restaurar-li'n la circulació i, com a resultat, recupera la consciència. L'endemà pretén de seguir treballant, però poc més tard es torna a desmaiar; el model demana ajuda, i el fiquen al llit, als Lauves, d'on ja no en surt. Mor pocs dies després, el 22 d'octubre de 1906. La causa de la mort és de pneumònia. És enterrat a l'antic cementiri de la seva estimada ciutat natal d'Ais de Provença.
Després de la seva mort, el seu estudi d'Ais es converteix en un monument, l'Atelier Paul Cézanne, o els Lauves.
La vida del pintor ha estat recreada a través d'una biografia fílmica per Joan Olivé i Vagué.

## Estil
Cézanne intenta aconseguir una síntesi ideal de la representació naturalista, l'expressió personal i l'ordre pictòric. Igual que Zola amb el realisme literari, Cézanne manifesta un interès progressiu en la representació de la vida contemporània, pintant el món tal com se li presenta davant els ulls, sense idealitzacions temàtiques ni afectació d'estil. Lluita per desenvolupar una observació autèntica del món visible amb el mètode més exacte de representació pictòrica que pot trobar. Amb aquesta finalitat, ordena estructuralment tot el que veu per mitjà de formes simples i plans de color. La seva afirmació «Vull fer de l'impressionisme una mena de cosa sòlida i perdurable com l'art dels museus», subratlla el seu desig d'unir l'observació de la naturalesa amb la permanència de la composició clàssica. Això queda en evidència igualment amb la seva pretensió de «fer reviure Poussin del natural» (Vivifier Poussin sud nature).

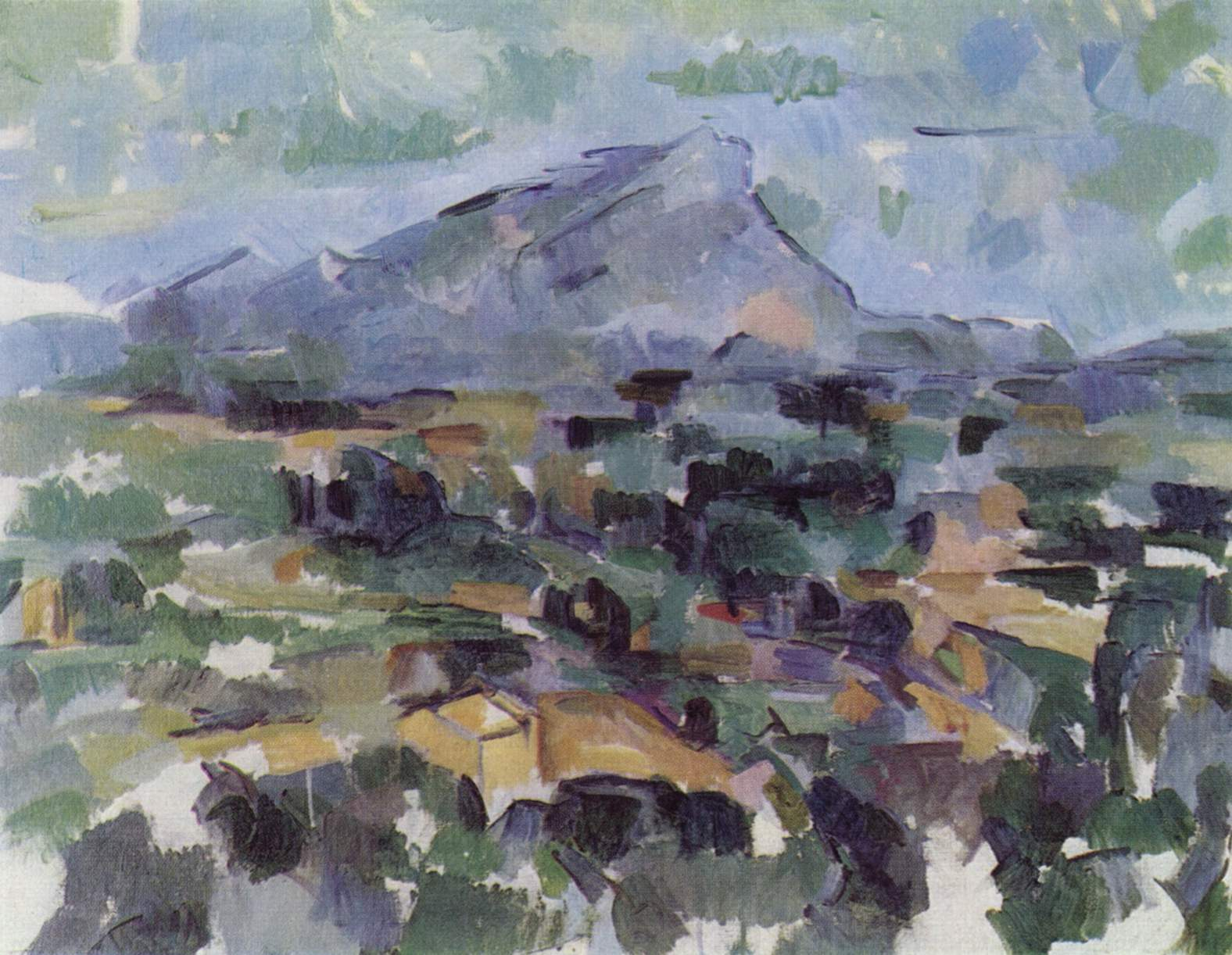
La muntanya Sainte-Victoire (1905)

Són molt característiques i fàcilment recognoscibles les seves pinzellades, sovint repetitives, sensibles i exploratòries. Aquestes petites pinzellades i plans de color es conjuguen per a formar camps complexos que expressen alhora les sensacions de l'ull que observa i una abstracció de la naturalesa observada.
Cézanne s'esforça a comprendre i reflectir la complexitat de la percepció visual humana. Vol oferir una visió autèntica de la realitat, i per això observa els objectes des de diferents punts de vista, cosa que el duu a representar-los des de perspectives diferents simultàniament. L'obra de maduresa de Cézanne mostra el desenvolupament d'un estil de pintura solidificat, gairebé arquitectònic. La intensitat dels colors, unida a l'aparent rigor de l'estructura compositiva, indiquen que, tot i la freqüent desesperació del mateix artista, ha sintetitzat els elements bàsics de representació i expressivitat de la pintura de manera molt personal.
Està interessat en la simplificació de les formes de la natura a la seva essència geomètrica:
| «               | Tot en la natura es modela segons l'esfera, el con, el cilindre. Cal aprendre a pintar sobre la base d'aquestes figures simples. Després, es podrà fer tot el que es vulgui. | » |
| — Cézanne, 1904 | |   |

Per exemple, una soca d'arbre es pot concebre com un cilindre, un cap humà com una esfera. A més, l'atenció concentrada amb què ha registrat les seves observacions de la natura donen com a resultat una profunda exploració de la visió binocular, que resulta de dues percepcions visuals simultànies lleugerament diferents, i ens proporciona una percepció de la profunditat i un coneixement complex de les relacions espacials. Veiem dos punts de vista simultàniament. Cézanne empra aquest aspecte de la percepció visual en la seva pintura en graus diferents. L'observació d'aquest fet, juntament amb el seu desig de copsar la veritat de la seva pròpia percepció, sovint el porta a presentar els perfils de les formes per a, alhora, intentar mostrar els punts de vista distintivament diferents de tant l'ull esquerre com del dret.

## Períodes
S'han descrit diversos períodes en la vida i obra de Cézanne:

### El període fosc, París, 1861-1870
Es tracta d'un període caracteritzat per colors foscos i un ús intens del negre, amb pigments espessos, molt empastat. La seva obra difereix granment de les seves aquarel·les i esbossos anteriors de l'École Spéciale de dessin d'Ais de Provença, del 1859, o de les seves obres posteriors. Sovint s'apliquen a aquestes obres els termes d'antisocials o violentes, o eròtiques o macabres. La seva temàtica és la figura en el paisatge, i en comprèn moltes de grups de figures grans i pesants en el paisatge, pintades imaginativament. A aquest període pertanyen:
- El pare de l'artista (1866), National Gallery de Londres.
- Còpia per Cézanne en el museu del Louvre de Menjar a casa de Simó de Veronés 1860-1870
- Pans i ous (1865), Museu d'Art de Cincinnati.
- Retrat de l'oncle Dominique (1866), Museu Metropolità d'Art, Nova York.
- El rapte (1867), Museu Fitzwilliam, Cambridge.
- Retrat d'Achille Emperaire (1867-1868), Museu d'Orsay, París.
- L'orgia (1867-1872), col·lecció particular.
- Rellotge de marbre negre (1869-1870), col·lecció particular.
- Pastoral (1870), M. d'Orsay, París.
- L'assassinat (h. 1870), Walker Art Gallery, Liverpool.

### Període impressionista, Provença i París, 1870-1878

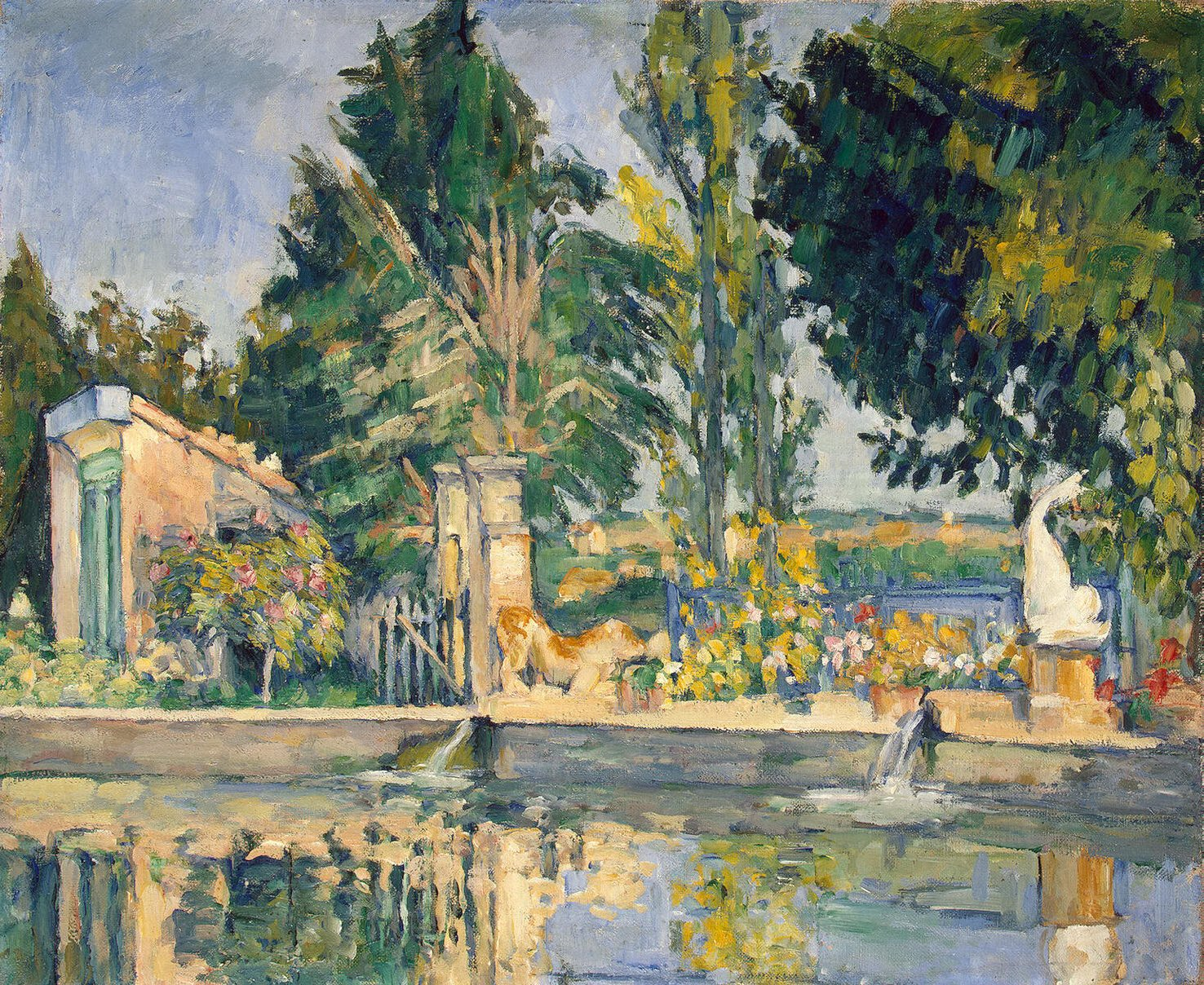
Jas de Bouffan, 1876

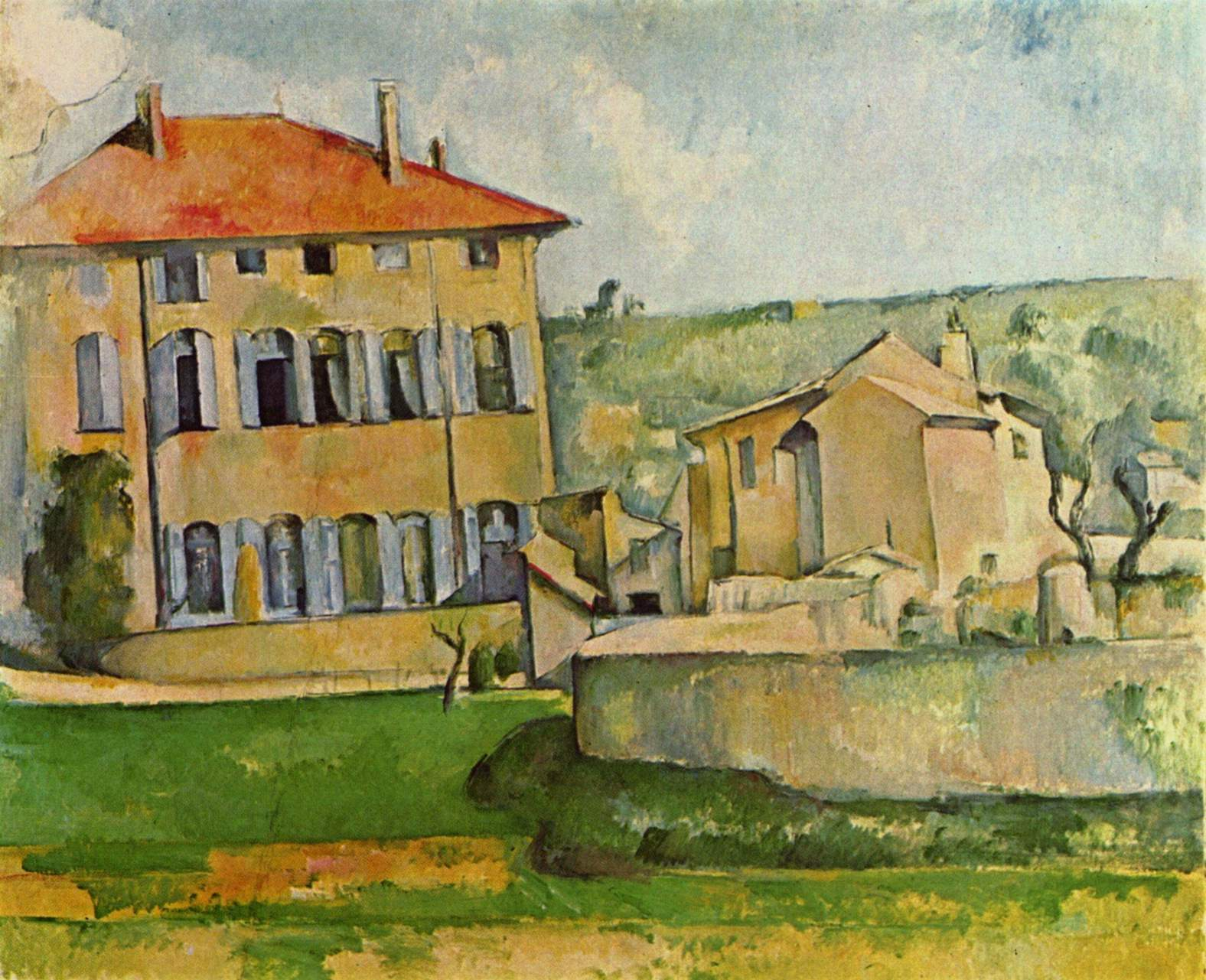
Jas de Bouffan, 1885–1887

Quan Cézanne se'n va a L'Estaca el 1870, canvia de temes per dedicar-se principalment al paisatge. En instal·lar-se el 1872 a Auvers (Val-d'Oise), comença la seva estreta relació de treball amb Pizarro, que viu a la propera Pontoise. Juntament amb Claude Monet, Pierre-Auguste Renoir i uns pocs pintors més, Pissarro ha desenvolupat un estil de treballar a l'aire lliure (en plein air), de forma ràpida i a escala reduïda, consistent a fer petits tocs de colors purs, sense recórrer a esbossos preliminars ni dibuixos. Pretenen atrapar d'aquesta manera els efectes lumínics fugaços, així com la seva interpretació visual, també efímera, de la naturalesa. Sota la influència de Pissarro, Cézanne comença a abandonar les normes acadèmiques i la paleta ombrívola i fortament empastada que el caracteritza. Els seus llenços es fan molt més brillants, amb colors clars, triant els colors primaris i els seus complementaris, i a més el forcen a observar atentament la realitat. El seu tema favorit són els paisatges. Treballa a partir de l'observació directa, i gradualment desenvolupa un estil de pintura aeri i lleuger. Hi pertanyen(no):
- La casa del penjat, 1872-73, Museu d'Orsay, París.
- Vista d'Auvers, h. 1873, Art Institute of Chicago.
- Una moderna Olímpia, 1873-74, M. d'Orsay, París.
- Banyistes, 1874-1875, Museu Metropolità d'Art, Nova York.
- La senyora Cézanne a la butaca vermella, 1877, Museu de Belles Arts (Boston).
- Naturalesa morta de la sopera h. 1877, M. d'Orsay, París.
- Naturalesa morta del gerro i de les fruites, h. 1877, M. Metropolità d'Art, Nova York.

### Període de maduresa, Provença, 1878-1890

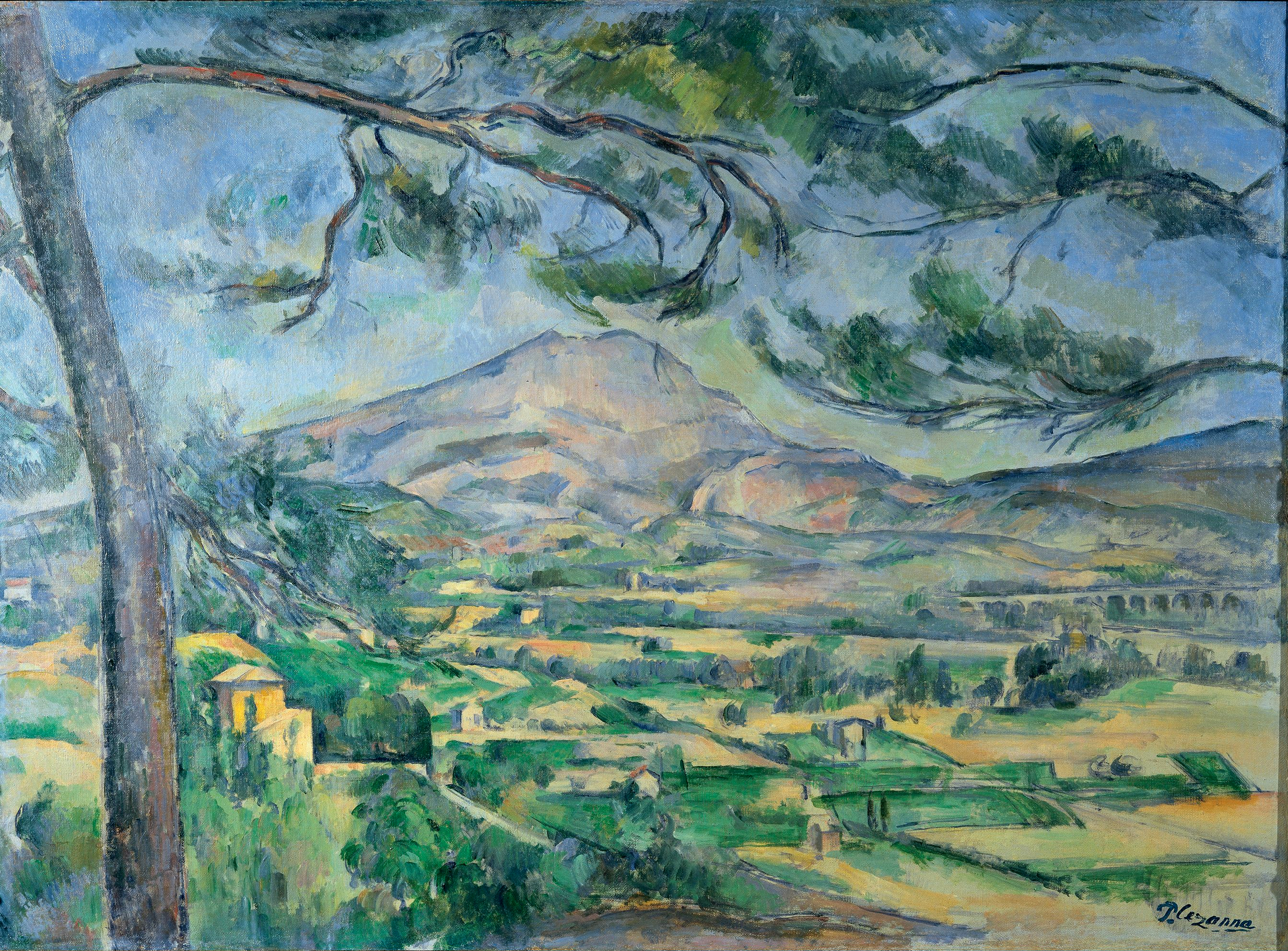
Mont Sainte-Victoire, ca.1887, Courtauld Institute of Art

Quan Cézanne fixa la seva residència definitivament a Provença, a principis dels anys 1880, s'independitza dels impressionistes, centrats a París, i mostra la seva preferència pel sud, el seu país natal i el seu paisatge. L'aïllament i la concentració, així com la singularitat de la seva recerca, es podrien assenyalar com els responsables de la increïble evolució que sofreix el seu estil durant les dècades de 1880 i 1890. El germà d'Hortense té una casa a l'Estaca des de la qual es veu la muntanya Sainte-Victoire. Una sèrie de pintures d'aquesta muntanya de 1880-1883, i altres de Gardanne de 1885-1888, de vegades són conegudes com el «Període constructiu». De 1888 a 1890 s'interessa per la figura humana i pinta una sèrie de quadres amb personatges de la Comèdia de l'art, i a partir de 1890 en pinta una sèrie sobre Jugadors de cartes, possiblement inspirat per l'obra sobre el mateix tema de Louis Li Nain. Hi pertanyen:
- El pont de Maincy (1879-1880), M. d'Orsay, París.
- Tres banyistes (1879-1882), Museu del Petit Palais, París.
- Roques a L'Estaca (1882-1885), Museu d'Art de São Paulo.
- La muntanya de Sainte-Victoire (1885-1887), del Ministeri Metropolità d'Art, Nova York.
- Vista del poble de Gardanne (1886), Barnes Foundation, Merion.
- Dimarts de Carnaval (1888), Museu Puixkin, Moscou.
- Arlequí (1889-1890), Galeria Nacional d'Art (Washington).

### Període final, Provença, 1890-1905

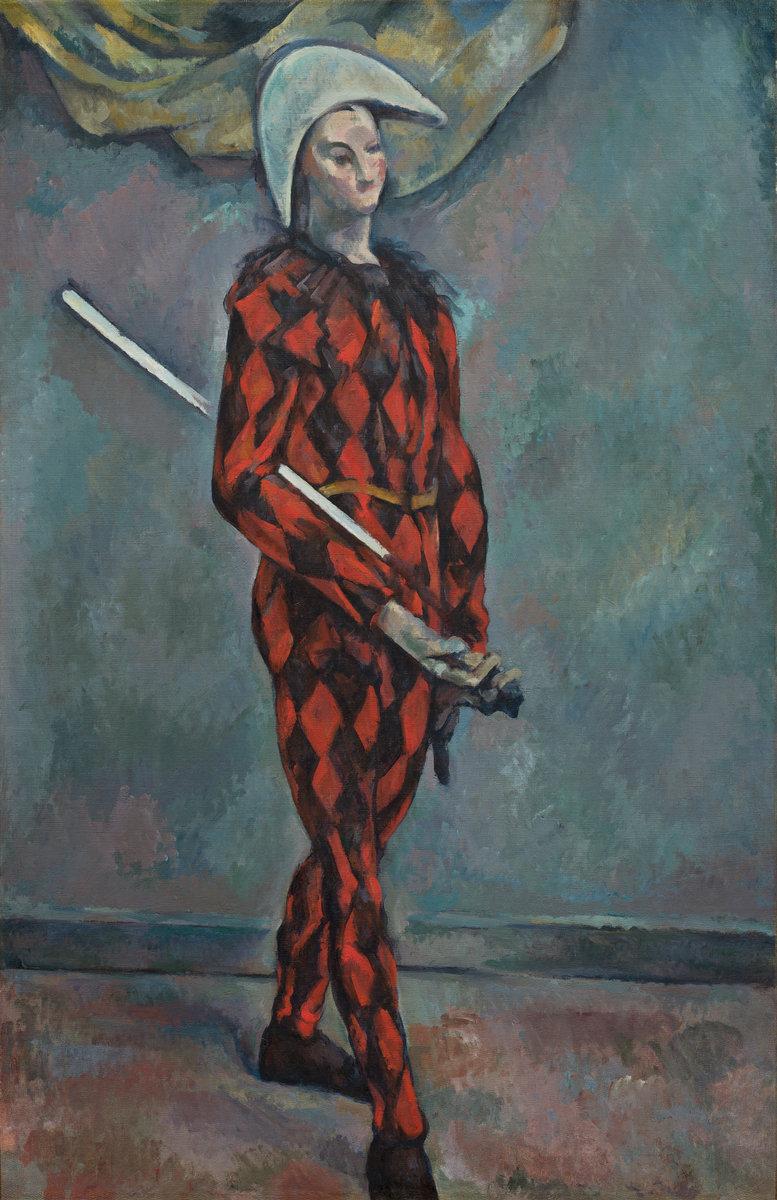
Arlequí, 1888–90, oli, National Gallery of Art

El 1895 fa una visita germinal a les pedreres de Bibémus i ascendeix a la muntanya Sainte-Victoire. El paisatge laberíntic de les pedreres deuen impressionar-lo fortament, ja que hi lloga una cabana el 1897. Avui es creu que aquestes formes li inspiraren l'estil cubista en embrió. Cézanne es concentra en uns pocs gèneres, en què era igual d'hàbil: bodegons, retrats (i autoretrats), paisatges i estudis de banyistes (nus en el paisatge). Pel que fa a l'últim, Cézanne es veu obligat a dibuixar des de la imaginació, per la manca de models nus disponibles. Com els seus paisatges, els seus retrats els pinta a partir del que li és familiar, és a dir, que no tan sols li fan de models la seva dona i el seu fill, sinó també camperols locals, nens i el seu marxant.
Continua pintant directament del natural amb colorit brillant de tipus impressionista, però va simplificant gradualment l'aplicació de la pintura fins al punt que sembla aconseguir expressar el volum amb només unes quantes pinzellades de color juxtaposades. Més endavant, els experts arribaran a afirmar que havia descobert una manera de representar tant la llum com les formes de la natura simplement pel color. Sembla reintroduir una estructura formal que els impressionistes havien abandonat, sense sacrificar per això la sensació i la vivacitat lumínica aconseguida per ells. Ell mateix parla de modular el color en comptes de modelar el clarobscur de la pintura tradicional. Amb això es refereix a suplantar les convencions artificials de representació (modelar) per un sistema més expressiu (modular), que es troba encara més a prop de la naturalesa o, com diu ell, "paral·lel a la naturalesa". Per Cézanne la solució a tots els problemes tècnics de l'impressionisme radica a fer servir el color de manera més ordenada i expressiva que els seus companys impressionistes.
Considera que mai arriba a assolir plenament el seu objectiu, raó per la qual deixa la major part de les seves obres sense acabar i en destrueix moltes altres. Es plany del seu fracàs a l'hora de representar la figura humana i, efectivament, les grans obres amb figures humanes dels seus últims anys revelen unes distorsions curioses, que semblen dictades pel rigor del sistema de modulació cromàtica que ell mateix s'imposa. Exemple d'això en són tota la sèrie de pintures dedicades al tema dels banyistes.
A aquest període hi pertanyen:
- Els jugadors de cartes (Les Joueurs de cartes) (5 versions entre 1890 i 1895), Museu d'Orsay, París.
- La muntanya de Sainte-Victoire (h. 1892-1895). Barnes Foundation, Merion
- Dona amb cafetera (La Femme à la cafetière) (h. 1890-1895), M. d'Orsay, París.
- Natura morta amb pomes i taronges (h. 1895-1900), M. d'Orsay, París.
- Bodegó amb cebes (h. 1895-1900), M. d'Orsay, París
- La muntanya de Sainte-Victoire vista des de Bibémus (h. 1898-1900), Museu d'Art de Baltimore.
- Les grans banyistes (1904-1906), National Gallery, Londres.
- La Muntanya Sainte-Victoire i el Château Noir, (1904-1906).
- Camperol assegut, Museu Thyssen-Bornemisza, Madrid.
- Les grans banyistes (1906), Philadelphia Museum of Art, Filadèlfia.

## Llegat
Cézanne fa de pont entre l'impressionisme del segle xix i el nou estil de principis del segle xx, el cubisme. Durant molts anys la seva obra només és coneguda dels seus antics col·legues impressionistes i uns quants artistes joves radicals de la línia del postimpressionisme, entre ells Vincent van Gogh i Paul Gauguin. Aquesta generació posterior accepta pràcticament totes les rareses de Cézanne.
La retrospectiva de Cézanne de 1907 al Saló de Tardor impacta molt la direcció que pren l'avantguarda parisenca, donant crèdit a la seva posició com un dels artistes més influents del segle xix i en l'adveniment del Cubisme. Són les exploracions de Cézanne de simplificació geomètrica i fenòmens òptics les que inspiraran Picasso, Braque, Gris i altres a experimentar amb visions múltiples, encara més complexes, d'un mateix tema i, amb el temps, amb la fractura de la forma. Hi ha una frase, atribuïda tant a Matisse com a Picasso, segons la qual «Cézanne és el pare de tots nosaltres». Matisse admirarà la seva utilització del color i Picasso desenvoluparà l'estructura de la composició plana de Cézanne per a crear l'estil cubista. També va influir a tot el col·lectiu d'artistes catalans noucentistes instal·lats a París a principis de segle, com Sunyer, Josep de Togores, Enric C. Ricart o a l mateix Joan Miró.
Un dels quadres de la seva sèrie Els jugadors de cartes es convertirà el 2012 en l'obra d'art venuda públicament per més diners, en comprar-lo la família reial de Qatar per més de 250 milions de dòlars.

## Literatura sobre Cézanne
- L'obra, Emile Zola, Ed. Proa, Barcelona, 2006 (A tot vent)
- El fracassat, Martí Domínguez, Ed. Proa, Barcelona, 2013 (A tot vent; 589)
- Taller Cézanne (poemes), Vinyet Panyella. Premi Internacional de Poesia Màrius Sampere. Santa Coloma de Gramenet: La Garua, 2007. -- Inclòs al recull Exposició antològica, Vinyeet Panyella. Vilanova i la Geltrú: El Cep i la Nansa, 2008.